# 女王週年獎
女王週年獎（英語：Queen's Anniversary Prizes for Higher and Further Education）是自1994年以來每兩年頒發一次的英國高等教育獎項。是英國授勳及嘉獎制度的一部份。

## 歷史
該獎項由1900年註冊的慈善組織皇家週年信託（Royal Anniversary Trust）頒發，當時是爲了慶祝1992年的伊莉莎白二世繼位四十週年慶典。該獎項有四個目標：
- 慶祝週年
- 建立教育獎
- 提高對英國君主立憲制發展的文化意識
- 促進教育發展

## 外部連結
- The Royal Anniversary Trust（页面存档备份，存于）
- Page from the Royal website（页面存档备份，存于）